# Sambach (Pommersfelden)

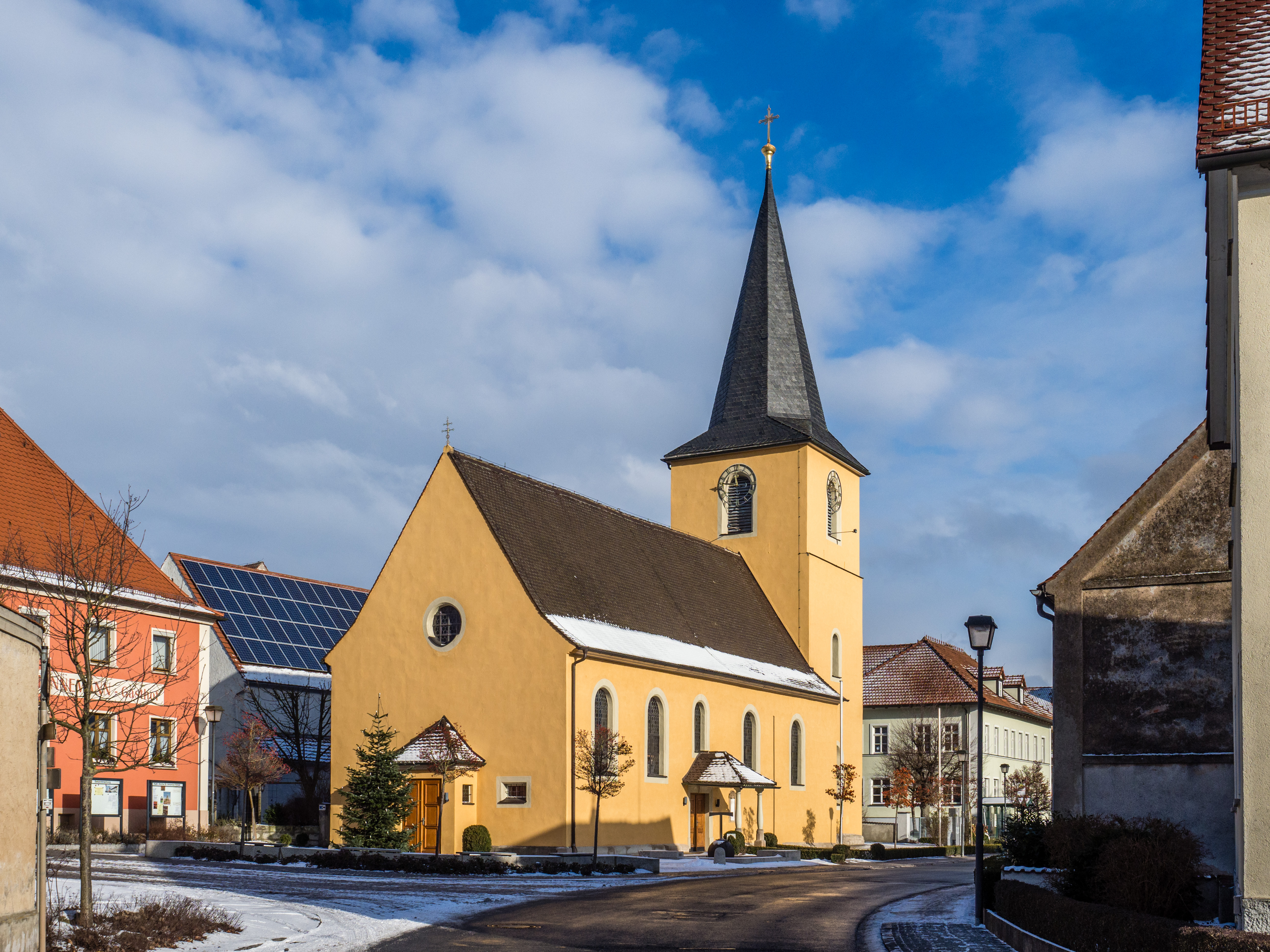
Katholische Pfarrkirche

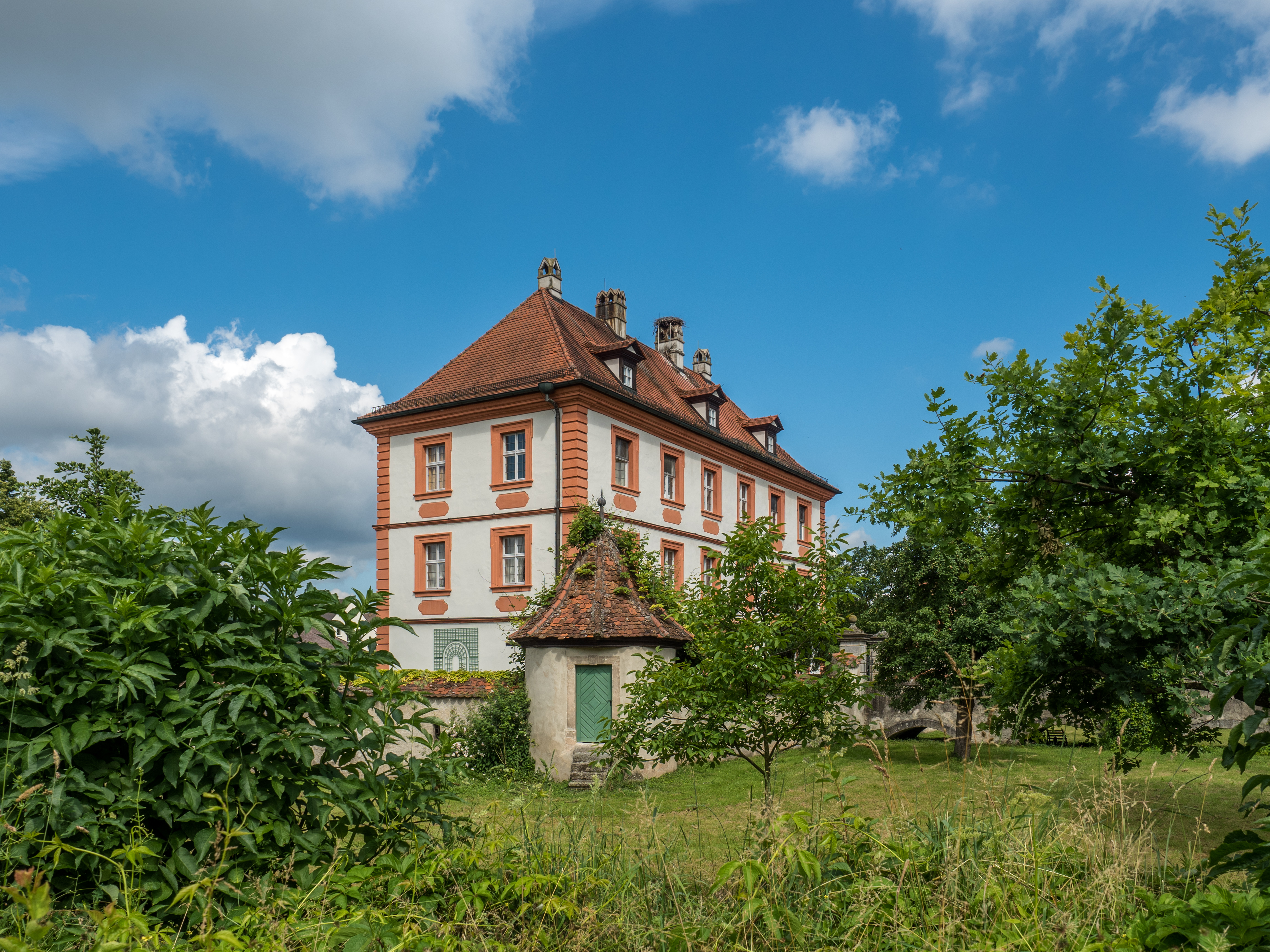
Sambacher Schloss

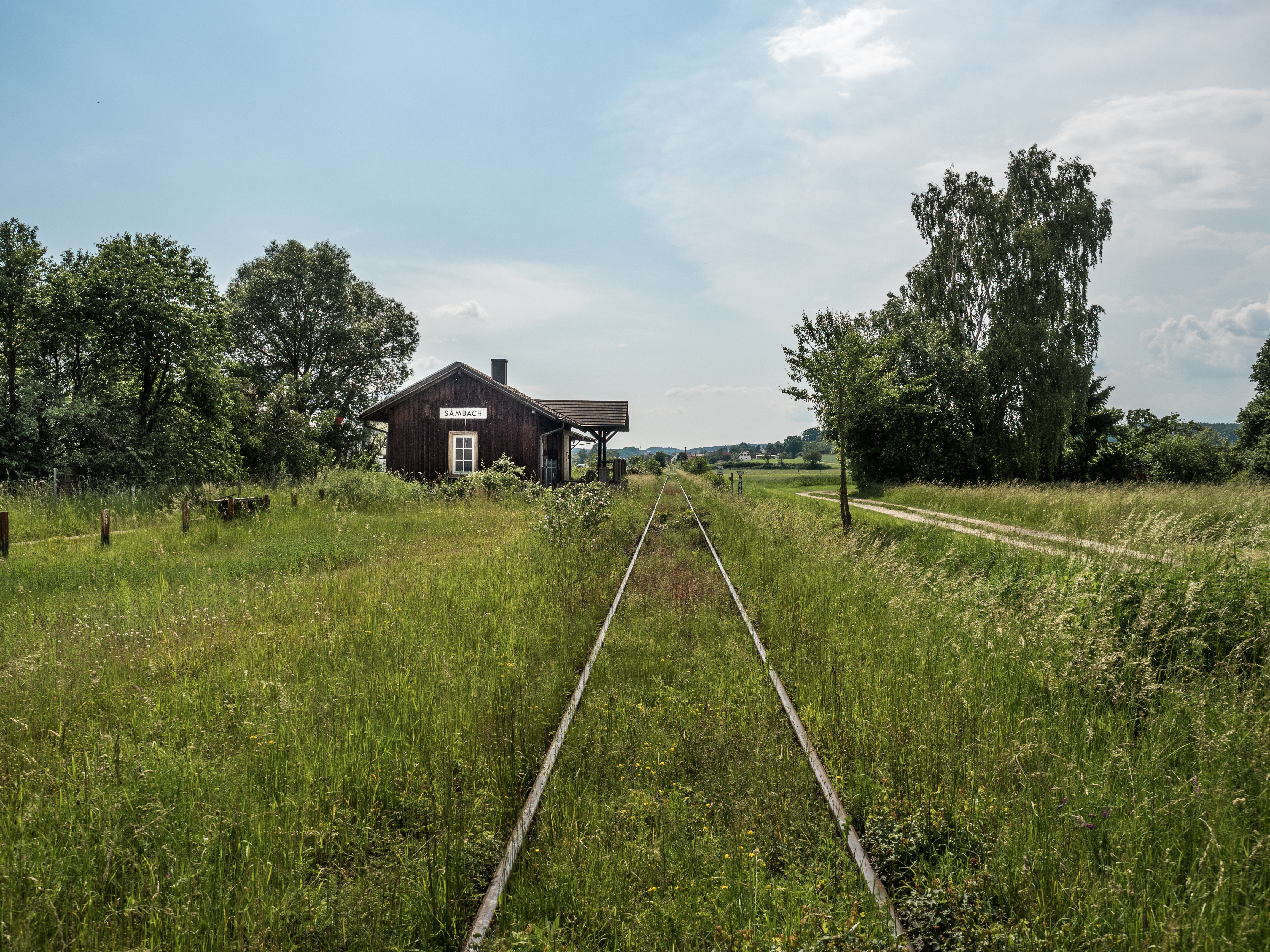
Sambacher Bahnhof

Sambach ist ein Gemeindeteil von Pommersfelden im oberfränkischen Landkreis Bamberg in Bayern.

## Geografie
Das Pfarrdorf liegt am linken Ufer der Reichen Ebrach und am Egelsgraben, der dort als linker Zufluss in die Reiche Ebrach mündet. Der Ort ist von Acker- und Grünland umgeben. Im Norden wird die Flur Schellgraben genannt. Etwa einen Kilometer nördlich liegen die Anhöhen Vogelherd (329 m ü. NHN) und Leerberg (318 m ü. NHN), etwa einen Kilometer südöstlich erhebt sich der Hirtenberg (296 m ü. NHN).
Die Gemarkung Sambach hat eine Fläche von 7,928 km². Sie ist in 1122 Flurstücke aufgeteilt, die eine durchschnittliche Flurstücksfläche von 7066 m² haben. In ihr liegen neben dem namensgebenden Ort die Gemeindeteile Schweinbach und Wind.
Die Staatsstraße 2260 verläuft über Oberndorf nach Steppach (2,7 km südwestlich) bzw. nach Wingersdorf (1,6 km nordöstlich). Die Kreisstraße BA 24/BA 17 führt über Wind und Schweinbach zur Staatsstraße 2254 bei Zentbechhofen (3,8 km südöstlich).

## Geschichte
Erstmals erwähnt wurde Sambach um 1000, als Graf Heinrich von Schweinfurt den Ort mit seinen slawischen Einwohnern dem Kloster Fulda schenkte. Der Ort war ursprünglich Sitz der Edelfreien von Heroldbach-Sambach. Spätestens 1237 war das Geschlecht ausgestorben. 1249 wurde Sambach Sitz der Dienstmannenfamilie Cratz. Seitdem wurde der Ort auch „Crazsambach“ genannt. Das Hochstift Würzburg war Lehnsherr, abgesehen von den Gütern, die ein Freieigen der Cratz waren. Die Herren von Liebenau, die Spieß und die Zöllner waren die würzburgischen Lehensträger, wie aus den Lehenbüchern von 1303 und 1317 hervorgeht. 1297 verkauften Konrad und Friedrich Craz ein freieigenes Gut und zwei Güter neben dem Pfarrhof an das Kloster Schlüsselau. In den nächsten Jahrzehnten gelangten noch weitere Güter an das Kloster. 1414 verkauften die Craz ihre restlichen Güter an die Herren von Egloffstein. Bald darauf war das Schloss samt den Gütern und dem Zehnt im Besitz der Truchseß von Pommersfelden. Diesen Besitzkomplex verkauften sie 1482 an den Nürnberger Patrizier Peter Rieter. Sie gingen 1509 an den mit ihm verschwägerten Anton Tetzel den Jüngeren über. Unter den Tetzels wurde die Reformation eingeführt. 1622 verkaufte Georg Tetzel seine Ansprüche für 23000 fl. an den Nürnberger Rat. Zu Beginn des Dreißigjährigen Krieges fiel Johann Gottfried I. von Aschhausen, Bischof von Bamberg und Würzburg, in Sambach ein, ließ Tetzel gefangen nehmen und erzwang 1629 den Verkauf an das Hochstift Bamberg, das in der Nachfolge von Würzburg bereits lehnsherrlichen Ansprüche über Sambach hatte. 1631 wurde die Gegenreformation durchgeführt. Die Einkünfte des Ortes kamen dem Jesuitenkolleg in Bamberg zugute. Zugleich wurde dem Kolleg die Lehnsherrschaft überschrieben, während die hohe Cent beim Hochstift verblieb. Mit der Aufhebung des Ordens im Jahr 1773 wurde die Verwaltung Sambach geschaffen, deren Erträge an die Universität Bamberg flossen.
Gegen Ende des 18. Jahrhunderts gab es in Sambach 46 Anwesen. Das Hochgericht übte das bambergische Centamt Bechhofen aus. Die Dorf- und Gemeindeherrschaft hatte die bambergische Verwaltung Sambach der Universität Bamberg. Grundherren waren das Hochstift Bamberg (Verwaltung Sambach: Schloss, 10 Gülthöfe, 3 Braustätten, 1 Schmiede, 1 Mühle, 1 Schule, 1 Ziegelei, 14 Sölden, 10 Tropfsölden, 1 Haus; Domkapitel Bamberg: 2 Halbhöfe) und die Pfarrei Frensdorf (1 Lehen). Ein Haus und ein Hirtenhaus waren gemeindlich genutzte Gebäude. 1802 gab es im Sambach 45 Untertansfamilien.
1802 kam Sambach zum Kurfürstentum Bayern. Im Rahmen des Gemeindeedikts wurden 1808 der Steuerdistrikt und die Ruralgemeinde Sambach gebildet, zu denen Oberndorf, Schweinbach, Weiher und Wind gehörten. Mit dem Zweiten Gemeindeedikt (1818) entstanden zwei Ruralgemeinden:
- Oberndorf mit Weiher,
- Sambach mit Schweinbach und Wind.

Die Gemeinde Sambach war in Verwaltung und Gerichtsbarkeit dem Landgericht Höchstadt zugeordnet und in der Finanzverwaltung dem Rentamt Höchstadt. Ab 1862 gehörte sie zum Bezirksamt Höchstadt an der Aisch, 1939 in Landkreis Höchstadt an der Aisch umbenannt, und weiterhin zum Rentamt Höchstadt, 1919 in Finanzamt Höchstadt umbenannt, 1929–1972 in Finanzamt Forchheim, seit 1972 Finanzamt Bamberg. Die Gerichtsbarkeit blieb beim Landgericht Höchstadt, 1879 in das Amtsgericht Höchstadt an der Aisch umgewandelt, von 1959 bis 1973 war das Amtsgericht Forchheim zuständig, seitdem ist es das Amtsgericht Bamberg. Die Gemeinde hatte eine Fläche von 7,891 km².
Bis zum 30. Juni 1972 gehörte Sambach zum Landkreis Höchstadt an der Aisch. Die Gemeinde Sambach wurde am 1. Mai 1978 im Zuge der Gebietsreform in Bayern in die Gemeinde Pommersfelden eingegliedert.

### Baudenkmäler
- Haus Nr. 23: Wohnhaus
- Haus Nr. 25, 27, 27a: ehemaliges sogenanntes Jesuitenschloss
- Haus Nr. 35: katholische Pfarrkirche Sankt Antonius Abbas mit ihrer Kögler-Orgel
- Haus Nr. 37: Schulhaus

### Einwohnerentwicklung
Gemeinde Sambach
| Jahr      | 1819   | 1840   | 1852   | 1855   | 1861   | 1867   | 1871   | 1875   | 1880   | 1885   | 1890   | 1895   | 1900   | 1905   | 1910   | 1919   | 1925   | 1933   | 1939   | 1946   | 1950   | 1952   | 1961   | 1970   |
| Einwohner | 452    | 534    | 472    | 477    | 480    | 478    | 489    | 486    | 497    | 495    | 497    | 487    | 490    | 467    | 501    | 503    | 522    | 504    | 487    | 752    | 739    | 681    | 562    | 567    |
| Häuser    |        |        |        |        |        |        | 92     |        |        | 92     | 92     |        | 91     |        |        |        | 90     |        |        |        | 98     |        | 106    |        |
| Quelle    | [ 13 ] | [ 14 ] | [ 14 ] | [ 14 ] | [ 15 ] | [ 16 ] | [ 17 ] | [ 18 ] | [ 19 ] | [ 20 ] | [ 21 ] | [ 14 ] | [ 22 ] | [ 14 ] | [ 23 ] | [ 14 ] | [ 24 ] | [ 14 ] | [ 14 ] | [ 14 ] | [ 25 ] | [ 14 ] | [ 10 ] | [ 26 ] |

Ort Sambach
| Jahr      | 001819 | 001861 | 001871 | 001885 | 001900 | 001925 | 001950 | 001961 | 001970 | 001987 | 002018 | 002021 |
| Einwohner | 269    | 293    | 295    | 293    | 310    | 321    | 485    | 379    | 391    | 453    | 665    | 660    |
| Häuser    |        |        |        | 54     | 54     | 56     | 61     | 69     |        | 116    |        |        |
| Quelle    | [ 13 ] | [ 15 ] | [ 17 ] | [ 20 ] | [ 22 ] | [ 24 ] | [ 25 ] | [ 10 ] | [ 26 ] | [ 27 ] | [ 28 ] | [ 1 ]  |

## Religion
Der Ort ist Sitz der römisch-katholischen Pfarrei St. Antonius Abbas. Die Einwohner evangelisch-lutherischer Konfession sind nach St. Maria und Johannes (Pommersfelden) gepfarrt.

## Infrastruktur

### Schule
In Sambach befindet sich ein Schulgebäude der Grundschule Pommersfelden.

### Unternehmen
Im Ort ist die einzige noch bestehende Brauerei der Gemeinde Pommersfelden ansässig, die Brauerei Hennemann. Mit der Wiesneth-Mühle befindet sich einer der großen Mühlenbetriebe Bayerns in Sambach.

## Persönlichkeiten
- Joseph Dorn (* 12. August 1759 in Kratz-Sambach, heute Sambach; † 6. August 1841 in Bamberg), Maler, Restaurator und Galerieinspektor; ab 1802 Inspektor an der Galerie von Schloss Weißenstein
- Pater Matthäus Rascher (* 12. November 1868 in Sambach; ermordet am 13. August 1904 in Baining/Papua-Neuguinea) war ein Deutscher Missionar und Märtyrer der Katholischen Kirche